# Jiří Šťastný
Jiří Šťastný, né le 13 décembre 1938, à Prague, en Tchécoslovaquie, est un ancien joueur tchécoslovaque de basket-ball.

## Palmarès
- Finaliste du championnat d'Europe 1959